# オトメアオイ
オトメアオイ（乙女葵、学名: Asarum savatieri）は、ウマノスズクサ科カンアオイ属の常緑の多年草。

## 特徴
茎や葉はカンアオイ A. nipponicum によく似る。葉身は卵形または楕円形で、長さ6-12cm、幅5-9cmになり、先端はいくぶんとがり、基部は心形になる。葉の表面は光沢がなく、短毛が散生し、しばしば雲紋状の斑が入るものがある。
花期は他のカンアオイ属とは異なり6-8月に開き、花は年を越して翌年の5-6月まで残り、子房が成熟し結実する。花に花弁は無く、萼裂片が花弁状になる。花は小型で径約1.5cmになる。萼筒は淡褐色または緑紫色をし、やや丸みをおびた筒形で筒上部が軽くくびれ、長さ7-10mm、径10-12mmになり、喉部に口環がある。萼筒内壁には縦横に隆起した襞があり、縦襞は12-18(18-27)列、横襞は6-8列あり、網目状に複雑化している。萼裂片は三角状卵形で、長さは萼筒とほぼ同長になり、平開するかやや斜上し、後方に半曲することはない。萼裂片の表面はなめらかで、カンアオイのように多数の毛はない。雄蕊は12個ある。花柱は6個あって直立し、萼筒から突出しない。先端突起は細長く角状に伸びる。 
他のカンアオイ属と異なる特徴として、開花と普通葉は1年おきに交代して形成される。6-8月に開花すると鱗片葉は出るが普通葉は出ない。開花と葉の展開を隔年ごとにする特徴は他の種には見られない特性である。

## 分布と生育環境
日本固有種。本州の神奈川県南西部の箱根周辺、静岡県東部の愛鷹山地、伊豆半島の天城山地などのフォッサマグナ地域に分布し、山地帯広葉樹林の林床に生育する。

## 名前の由来
和名オトメアオイは、「乙女葵」の意で、発見地である箱根の乙女峠にちなむとする説もあるが、前川文夫(1932)は、この種を Heterotropa savatieri として組み替えた際に「（フランシェによって）1898年ニ箱根山カラ標本デ立派ニ記載サレタノダガ一時忘レラレテ居タ種類デ、先年夏ニ箱根底倉ノ林下デ見慣レヌかんあふひヲ見出シテ本種デアルコト知ツタ。和名ガナイノデ其ノ姿ノイササカ優シイ所カラ『をとめあふひ』トシタ」とあり、和名記載者の前川によると「花の姿が普通のカンアオイに比べていささか優しくみえることから」となる。
種小名（種形容語） savatieri は、明治初年に横須賀製鉄所に在任したフランス人の医師で、日本の植物を採集したリュドヴィク・サヴァティエヘの献名である。

## 種の保全状況評価
準絶滅危惧（NT）（環境省レッドリスト）
（2017年、環境省）
- 2000年版レッドデータブックまでは絶滅危惧II類(VU)。

## ギャラリー

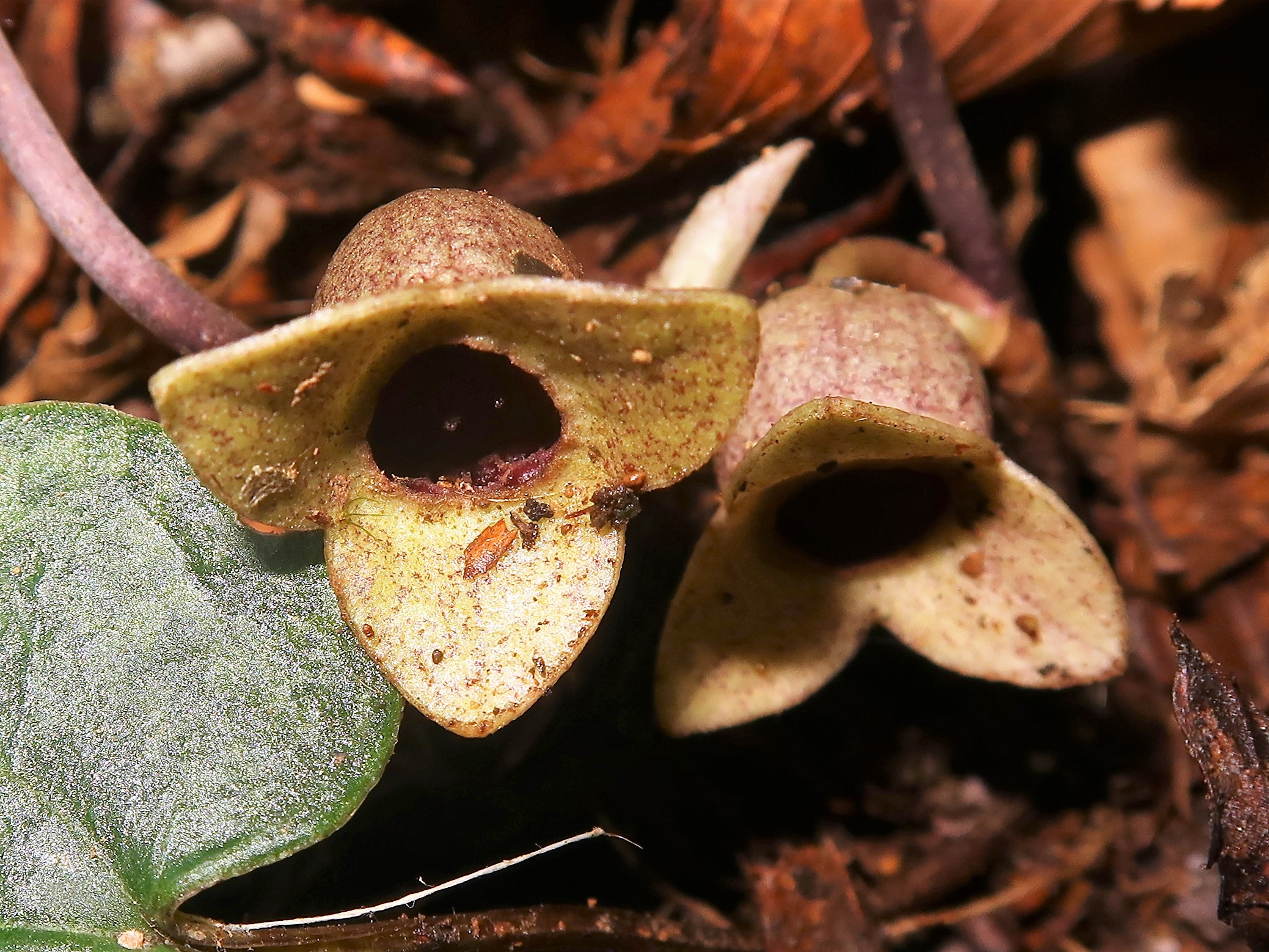
萼裂片は三角状卵形で、長さは萼筒とほぼ同長になり、平開するかやや斜上する。
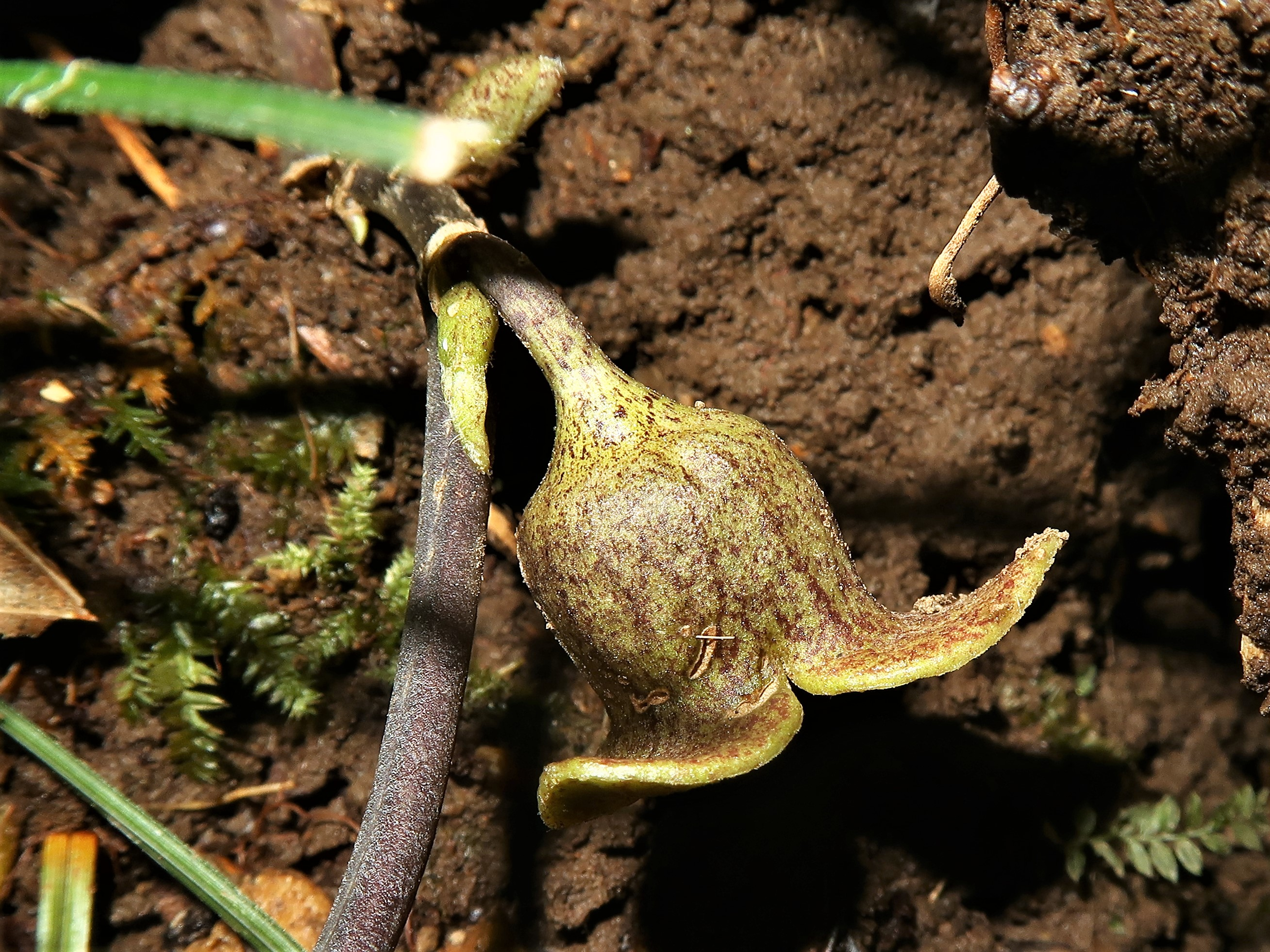
やや丸みをおびた筒形で筒上部が軽くくびれる。
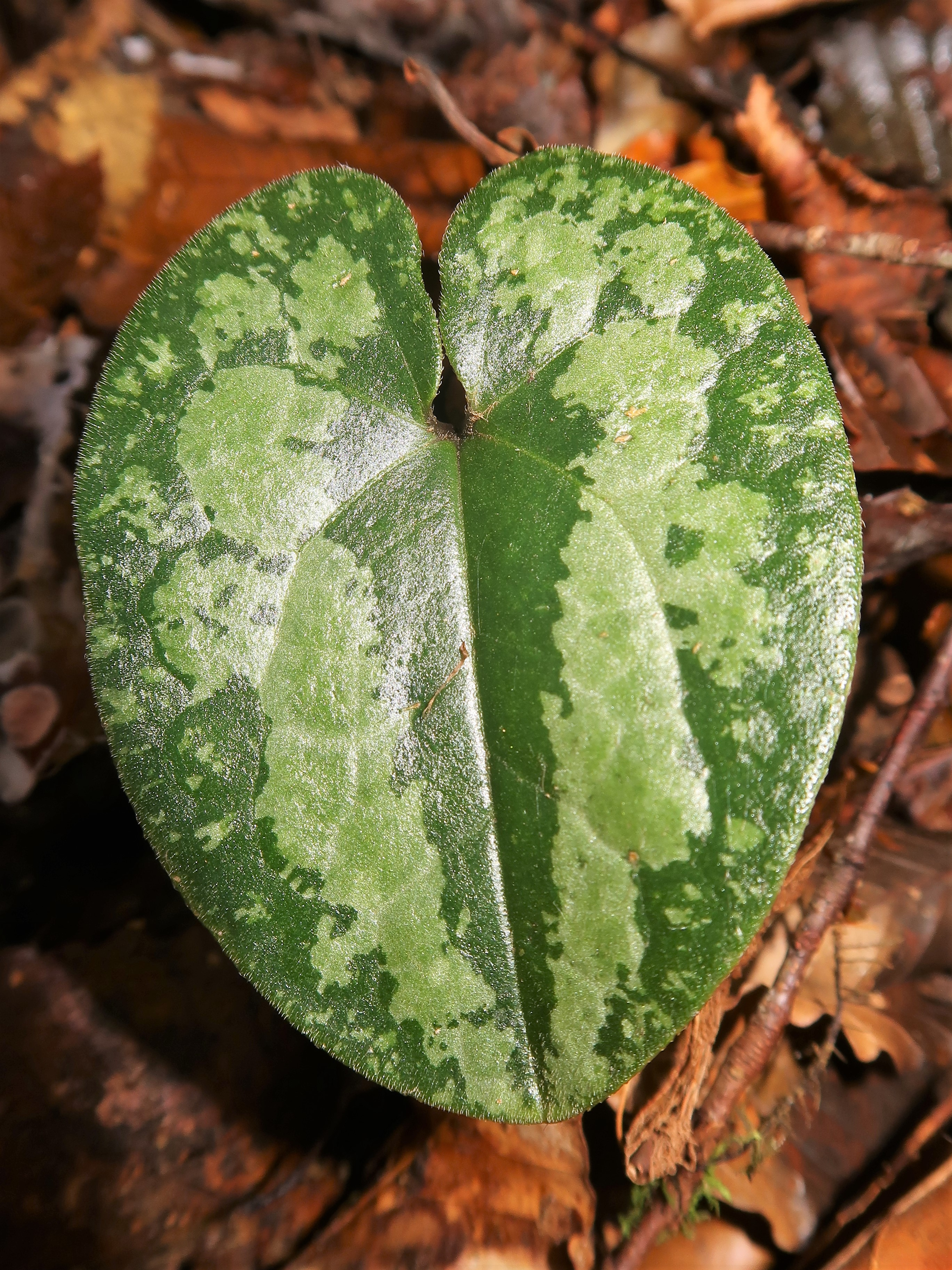
葉の表面は光沢がなく、短毛が散生し、しばしば雲紋状の斑が入るものがある。
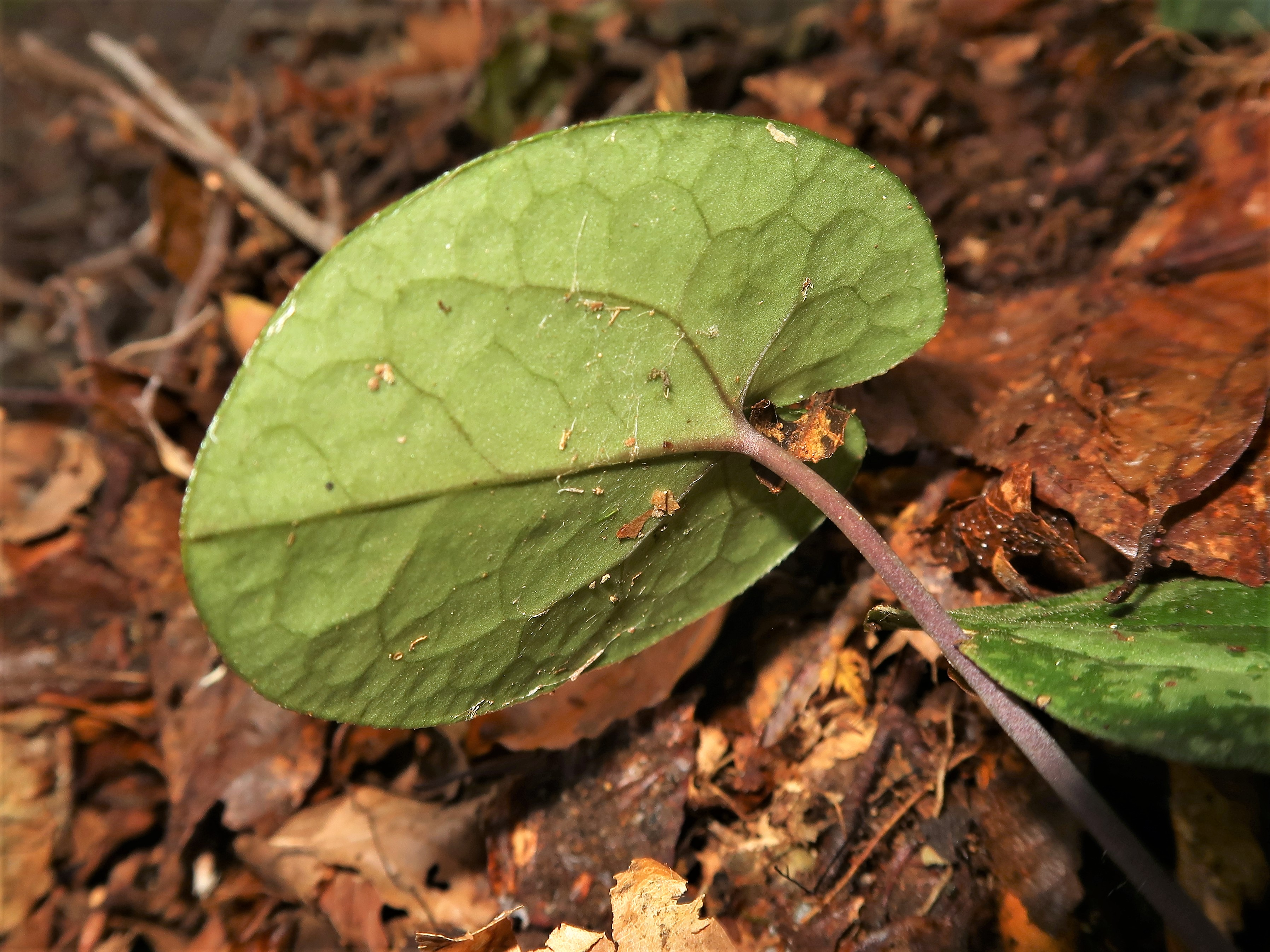
葉の裏面は無毛。

## 下位分類
- ズソウカンアオイ（豆相寒葵）[6]Asarum savatieri (Franch.) F.Maek. subsp. pseudosavatieri (F.Maek.) T.Sugaw. var. pseudosavatieri (F.Maek.) T.Sugaw.[11]  - オトメアオイを基本種とする亜種で、花の形はよく似るが花期は10-11月と異なり、分布域も静岡県東部の伊豆半島中央部と神奈川県南西部の西丹沢の低地から低山地と異なる[4][7][8]。